# 6904 McGill
6904 McGill (1990 QW1) là một tiểu hành tinh vành đai chính được phát hiện ngày 22 tháng 8 năm 1990 bởi H. E. Holt ở Palomar.